# Dubrovnik Airline
Dubrovnik Airline bila je čarter avio-tvrtka sa sjedištem u Dubrovniku. Sa svojim letovima povezivala je europske gradove s turističkim odredištima Hrvatske. Glavna baza tvrtke bila je Zračna luka Dubrovnik.

## Povijest
Atlantska Plovidba osnovala je Dubrovnik Airline 15. prosinca 2004. godine a s letovima se krenulo u 2005. godini. Od 2009. tvrtka počinje poslovati s gubitkom.  Stečaj i otkazivanje svih letova proglašen je 23. listopada 2011. godine.

## Bivša flota
U listopadu 2009. godine prosječna starost aviona bila je 26,1 godina.